# Die Baugrube

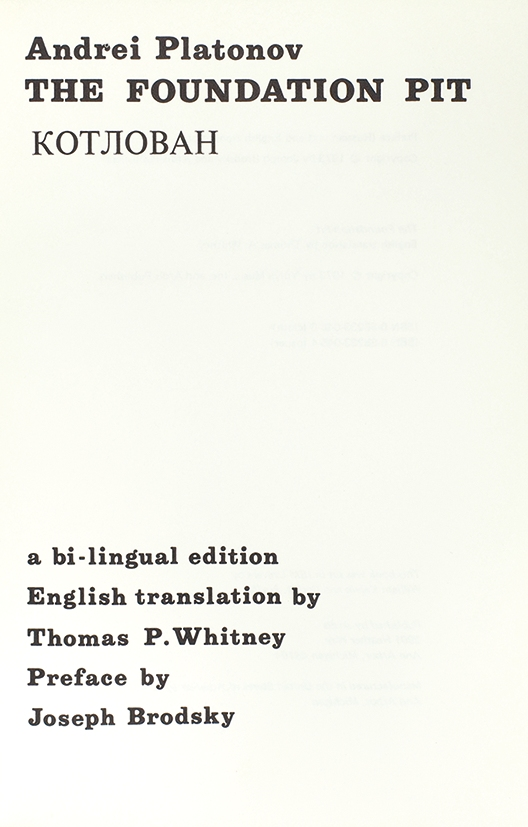
Titelblatt der zweisprachigen Ausgabe im Verlag Ardis Publishing (1973)

Die Baugrube (russisch Котлован Kotlowan) ist eine Powest, also eine lockere Folge von chronologisch geordneten Episoden von Andrei Platonow aus dem Jahr 1930. Der Text wurde erstmals 1969 im Ausland veröffentlicht, in der Sowjetunion erschien er 1987 in der Zeitschrift Nowy mir.

## Inhalt
Der wegen seines dauernden Grübelns über den Sinn des Lebens zu langsam arbeitende Industriearbeiter Woschtschew wird an seinem 30. Geburtstag entlassen. Er ist der Überzeugung, dass nur das Glück, diesen Sinn gefunden zu haben, seine Arbeitsproduktivität heben kann, und schließt sich einer Gruppe von Bauarbeitern an, die am Rand einer namenlosen Stadt eine Baugrube für ein großes „gemeinproletarisches Haus“ ausheben. Dort erlebt er jedoch dieselbe Sinnkrise: Niemand weiß genau, wozu das Werk dienen soll. Die Arbeiten ziehen sich bis zum Ende des Sommers hin, als in der Gruppe zur Steigerung der Arbeitsmotivation die Anschaffung eines Radios oder die Integration eines Waisenmädchens in die Gruppe diskutiert wird, das die zukünftigen Nutzer und ganz allgemein die Hoffnung personifizieren könnte. Da blitzt im Vorarbeiter Tschiklin die Erinnerung an eine schwärmerische Jugendliebe auf, er läuft in die Stadt und findet in einem Fabrikkeller seine sterbende frühere Angebetete, deren kindliche Tochter er in die Baracke der Bauarbeiter rettet.
Die Arbeiten gehen weiter langsam voran bis zum Herbst, als die Bauarbeiter ein heimliches Sarglager der Bauern eines nahen Dorfes offenlegen. In diesen Särgen schlafen die Bauern nachts. Die Protagonisten bringen den Dörflern die Särge zurück und werden Zeugen und Mitwirkende der Kollektivierung der Kulaken, der größeren und selbständigen Bauern. Diese werden im inzwischen beginnenden Winter auf ein Floß getrieben und stromab dem sicheren Tod überlassen.
Nastja, das gerettete Waisenmädchen, erkältet sich beim Freudenfest des Dorfes über die Liquidierung der Bauern, stirbt und wird am Boden der Baugrube in einem Felsengrab bestattet. In den letzten Zeilen wendet sich der Erzähler an seine Leser, denen er erläutert, im Tod des kleinen Mädchens seine Sorge vor dem „Untergang der sozialistischen Generation“, also der Utopie, dargestellt zu haben.

## Komposition
Der allwissende Er-Erzähler „erzählt aus dem Innern der Figuren“, typisiert mit wenigen Strichen sein Dutzend der Protagonisten, von denen die wenigsten vom Aufbau des Sozialismus in der Sowjetunion überzeugt sind. Fast allen mangelt es an Bildung. Die Angst ist ihr ständiger Begleiter, der Parteilinie hinterher oder voraus zu sein. Wie der Wandel der Jahreszeiten ist der Sozialismus nichts selbst Gewolltes oder Geschaffenes, sondern ein Schicksal, das die Erwachsenen kaum ertragen oder nicht zu überleben erwarten, „ein Halbdunkel, Halbschlaf, aus dem niemand erwachen wird“.
In den etwa 20 dialogischen Szenen bildet der lähmende Zweifel an den von der Partei vorgegebenen Prioritäten und Maßnahmen einen roten Faden vom Anfang des Romans bis zum abschließenden Autorenkommentar. Diese Motive von Gewalt, Enttäuschung und Vergeblichkeit sind die Textur des Lebens in Stadt und Land, wo es bis auf die bis zum Herbst langsam ausgehobene und leer bleibende Baugrube, die wie en passant Sterbenden und Getöteten und die systematisch ermordeten selbständigen Bauern, der Kulaken, kaum Veränderungen gibt.
„Auch von der Natur weiß der Roman nichts Günstiges oder gar Schönes zu sagen.“ So armselig und abweisend wie die äußere Natur und die Handlungsorte in „unaufhörliche[r] Dämmerung“, so grob, gereizt und gewalttätig reden und handeln die Protagonisten meist miteinander. Auch die Landschaft trägt allegorische Züge. Sie spiegelt die vergeblichen Hoffnungen der Protagonisten auf ein erfülltes Leben, wenn z. B. „in der Ferne, schwebend und ohne Rettung, (...) ein undeutlicher Stern (leuchtete), und näher wird er niemals kommen.“ Diese poetischen Epiphanien der Enttäuschung resümieren die vergeblichen Forderungen nach Wahrheit bei der Erforschung der eigenen Lage, nach individuellem Lebenssinn und persönlichem Glück, die dem unmittelbaren Nutzen für die sozialistische Bewegung und dem angeordneten Enthusiasmus geopfert werden. In einer symbolischen Geschichtsschreibung der Dinge sammelt einer von ihnen immer wieder die Schleifspuren des sozialistischen Aufbaus in einem viel zu kleinen Sack, in den er die „hinfälligen Dinge“, die Erinnerungen an die Opfer der neuen Gesellschaft für eine spätere Erinnerung hineinstopft.

## Sprache
„Die Sprache ist der eigentliche Akteur im Roman – und eine Herausforderung für den Leser. Alle Figuren, der Erzähler eingeschlossen, sprechen sonderbar und falsch.“ Der Kosmos der Sprache ist aus den Fugen wie die Welt der sich weiterschleppenden Figuren, denen der Leser stockend folgt: „Viele rätselhafte Formulierungen in der Baugrube haben einen parodistischen Gehalt“, Platonow parodiere den „Neusprech“ der Sowjetepoche. Die in der vorliegenden Ausgabe reichhaltigen Anmerkungen belegen die Verwendung häufiger Zitate aus der sozialistischen Presse, die im Munde der Figuren und des Erzählers zu Parodien werden. Die Umstände und die paraphrasierende Verwendung von Stalinzitaten lassen die Entstehung auf die Jahre 1929/1930 eingrenzen. Die Protagonisten verballhornen ungewollt Fremdworte und Losungen der Partei, verbiegen die Logik, sprechen in Rätseln und Metonymien ihrer bis zum Sinnverlust verkürzten Befehlssätze. Der Autor ergänzt das vorgefundene Material mit ironischen Bemerkungen, mit seinen eigenen Neologismen und poetischen Bildern, die den Roman zu einem Sprachexperiment machen, bei dem sich die Absurditäten des sozialistischen Aufbaus in einer absurden Sprache spiegeln. 
„Ihre Konversation ist mehr als nur ein bisschen absurd, (…) über den haarsträubenden Unsinn, den die Figuren bei Platonow verzapfen, wird man schwerlich lachen können.“ So kritisieren die Akteure beispielsweise den „linksradikalen Sumpf des rechten Opportunismus“. „Die Wörter platzen, sie zerreißen, weil sie in eine absolute Leere gesprochen werden. (…) Bilder und Ereignisse sind schon an ihren Anfängen der Vernichtung geweiht“: Die sich oft als „Saukerl“, „Drecksstück“ oder „Parasit“ ansprechenden Figuren werden so von ihrem sozialistischen Schicksal überwältigt, dass sie sprachlich den Einzelnen und das Individuum auslöschen – durch Kategorienfehler, Verschiebung in einen falschen Plural oder Abstrakta: Woschtschew „räumte jetzt die Möglichkeit ein, dass die Kindheit heranwachsen (könne) in diesem beständigen Haus“, aber er weiß im Innern „noch immer nicht, ob es etwas Besonderes gibt in der allgemeinen Existenz“, ob es also erlaubt sein würde, ein Individuum zu bleiben.
Typisch für Platonows Stil des non-estrangement (neostranenie, Nicht-Entfremdung) ist nach Olga Meerson, dass überraschende, außergewöhnliche, fantastische, rätselhafte oder tragische Elemente völlig beiläufig in den Text eingeführt werden, so als ob sie keines weiteren Kommentars würdig seien. So ist im russischen Text von dem (nicht von einem) anthropomorphen Bären in der Schmiede die Rede, ohne dass dieser vorher jemals erwähnt wurde. Ähnliches gilt für die sich selbst kollektivierenden Pferde oder ein Sprachspiel mit den Särgen, die demzufolge zugleich als Schlaf- und Begräbniskiste dienen – eine Erinnerung an ein in Russland einst verbreitetes Ritual und zugleich ein Symbol für das Leben im Tod oder den Tod im Leben.

## Interpretationen
Im Februar 1930 richtete die Prawda in Umsetzung einer Beschlusses des Zentralkomitees vom Sommer 1928 eine regelmäßig erscheinende Seite ein, auf der der Aufbau der Sowjetunion im Rahmen des ersten Fünfjahresplans 1928–1933 durch den Abdruck von Geschichten, Gedichten und Sketchen proletarischer Schriftsteller unterstützt werden sollte, um in der Hand der „Massenleser“ eine motivierende Wirkung zu entfalten. Während einige Autoren dieser Aufforderung folgten, kann man in Platonows im gleichen Jahr verfassten Text eine „pervertierte“ Antwort auf diese Anforderung erkennen.
In fast allen Werken Platonows geht es um Ackerboden oder Baugrund. Die Erde verkörpert für ihn ein mütterliches Prinzip. Dabei knüpft er an das christliche und vorchristliche Motiv der Erschaffung der Erde aus Lehm an. Die Hoffnung, auf diesem Baugrund ein neues Heim errichten zu können, haben die Bauarbeiter jedoch aufgegeben. Sie werden trotz heroischer Verausgabung hier nie einziehen können. Im Mittelpunkt des Buches steht die Erfahrung, dass sich die kapitalistische Entfremdung im Verlauf der forcierten Industrialisierung der Sowjetunion und der Kollektivierung der Sowjetwirtschaft in anderer Form, unter Einsatz verschärfter Zwangsmittel, fortsetzt und die Chance auf persönliches Glück vernichtet. Dadurch wird die Absurdität der „Utopie der Menschheitsbeglückung“ entlarvt, die in einer Hungerkatastrophe und einem Massensterben endet. „Es ist im 20. Jahrhundert kein schöneres, furchtbareres und klügeres Buch über Totalitarismus und Utopie geschrieben worden. Nichts, was der Ausdrucksstärke und dem Grauen von Andrej Platonows ‚Baugrube‘ gleichkäme.“
Sibylle Lewitscharoff gibt Joseph Brodsky recht, der Platonow als „den größten Schriftsteller der Sowjetunion bezeichnet hat, Boris Pasternak und Michail Bulgakow, um nur zwei Beispiele zu nennen, weit überlegen.“ – „Eine schärfere, unerbittlichere Abrechnung mit dem Stalinismus, die derart unter die Haut geht, wurde zumindest in Romanform, nie geschrieben. […] Komischerweise liest sich das Buch so, als habe Platonow selbst daran geglaubt, deshalb ist die Wirkung der Baugrube ja so durchschlagend.“
Als Agraringenieur waren ihm die Verhältnisse vertraut, die er in seinen Bildern verdichtet. Und Platonow war Revolutionär der ersten Stunde und kurzzeitig sogar Mitglied des ZK des Sowjets für Land- und Forstwirtschaft. Er formuliert daher seine radikale Kritik als Insider des sich entfaltenden Stalinismus, der „die Bevölkerung schon in ganzen Transporten in den Sozialismus“ befördern will und sieht statt des „neuen Menschen“ prophetisch eine neue Vertierung der Menschen: Das Fell des Bären ist eine möglicherweise unter dem Einfluss des Surrealismus gewählte Metapher.
Auf die Frage, ob Die Baugrube heute noch etwas zu sagen habe, antwortete die Übersetzerin Gabriele Leupold in einem ausführlichen Interview zu ihrer Arbeit an Platonows Buch: „Was hier gut beschrieben ist: Wie der Staat in das Leben der Menschen eingreift, und zwar zerstörerisch.“ Da für Platonow Wahrheit, Lebenssinn und individuelles Glück nicht nur ferne Wirkung des Sozialismus, sondern auch im Heute einzulösende Voraussetzungen sind, konnte er das Scheitern des sozialistischen Projekts an seinen „irrsinnigen Umständen“ schon sehr früh prognostizieren.

## Übersetzungen
Der Suhrkamp-Verlag veröffentlichte 1971 eine Übersetzung der russischen Originalausgabe „Котлован“ durch Aggy Jais als Nummer 282 in seiner Reihe Bibliothek Suhrkamp. Der Verlag Volk und Welt gab 1989 die erste DDR-Übersetzung von Werner Kaempfe heraus.
Im Jahr 2016 erschien bei Suhrkamp eine Neuübersetzung von Gabriele Leupold mit einem Nachwort von der Übersetzerin und von Sibylle Lewitscharoff. Die im eigenen Haus erschienene Erstübersetzung wird erst in der 2019 als Suhrkamp Taschenbuch Nummer 4978 erschienenen Ausgabe im Abschnitt „Editorische Notiz und Dank“ erwähnt. Neben den genannten Übersetzungen wird eine weitere genannt, die von Kay Borowsky in der 1992 im Oberbaum-Verlag erschienenen Platonow-Ausgabe.
Seit dem Ende der Sowjetunion wurde Andrej Platonow für die von der Zensur befreite Literaturwissenschaft ein Forschungsthema, das zu einer großen Zahl von Veröffentlichungen und in der Suhrkamp-Ausgabe der Baugrube zu mehr als 30 Anmerkungsseiten führte.

## Resonanz
Bei Erscheinen der neuen Ausgabe im Suhrkamp-Verlag besprachen alle überregionalen Zeitungen Deutschlands und die Neue Zürcher Zeitung sowie eine Reihe von Radioprogrammen den Roman. Auf der Webseite des Verlages werden sie in Stichworten zitiert. Das Kulturmagazin Perlentaucher bringt Auszüge aus mehreren Rezensionen.
Die neue Übersetzung stand sowohl auf der ORF-Bestenliste als auch auf der SWR-Bestenliste und war 2017 für den Preis der Leipziger Buchmesse in der Sparte Übersetzungen nominiert.

## Ausgaben
- Andrej Platonow: Das Volk Dshan. Der Takyr. Die Baugrube. Erzählungen, Briefe, Fotos, Dokumente. Übersetzt von Kay Borowsky. Herausgegeben von Siegfried Heinrichs. Oberbaum-Verlag, Berlin 1992, ISBN 3-926409-79-7
- Andrej Platonow: Die Baugrube. Roman, aus dem Russischen übersetzt, mit Kommentaren und einem Nachwort versehen von Gabriele Leupold. Mit einem Essay von Sibylle Lewitscharoff, 2. Auflage Berlin: Suhrkamp 2017, 238 S., ISBN 978-3-518-42561-9